# Fernando Piersanti
Fernando Piersanti (6 de septiembre de 1922 - 22 de mayo de 1980) fue un piloto de automovilismo argentino de Turismo Carretera, considerado uno de los grandes referentes de Ford de la época.
Es abuelo del reconocido exfutbolista del ascenso argentino, Juan Carlos Piersanti.

## Biografía
Su ingreso al TC se produjo en diciembre de 1947 en las Mil Millas Argentinas con un Ford V8 que llevaba el número 65. Desde joven demostró su habilidad. Junto con los hermanos Oscar Alfredo y Juan Gálvez, los Emiliozzi, Alzaga, Menditeguy, Sogoló y Logulo, entre otros, Piersanti fue uno de los principales exponentes de la década del Piloto-Mecánico, hombres que en los años 1950 se encargaban de preparar sus propias máquinas para luego conducirlas.